# Kanton Fort-de-France-2
Kanton Fort-de-France-2 (francouzsky Canton de Fort-de-France-2) byl francouzský kanton v departementu Martinik v regionu Martinik. Tvořila ho část obce Fort-de-France. Zrušen byl v roce 2015.